# Robert Nauseb
Robert Nauseb (* 23. August 1974 in Otjiwarongo, Südwestafrika) ist ein ehemaliger namibisch-südafrikanischer Fußballspieler und jetziger Fußballtrainer. 
Nauseb nahm 2005 die südafrikanische Staatsbürgerschaft an und beendete damit automatisch seine Karriere in der namibischen Fußballnationalmannschaft.
Nauseb spielte in jungen Jahren für den Civics FC in Namibia, ehe er bis zu seinem Karriereende in der ersten südafrikanischen Liga zu Hause war. Bis zu seiner Entlassung am 11. Dezember 2018 trainierte er den namibischen Erstligisten African Stars. Die Mannschaft hatte er zuvor erst im August 2018 übernommen.
Er ist seit Ende September Co-Trainer der namibischen Fußballnationalmannschaft.